# Tumauini
Tumauini è una municipalità di prima classe delle Filippine, situata nella Provincia di Isabela, nella Regione della Valle di Cagayan.
Tumauini è formata da 46 baranggay:
- Annafunan
- Antagan I
- Antagan II
- Arcon
- Balug
- Banig
- Bantug
- Barangay District 1 (Pob.)
- Barangay District 2 (Pob.)
- Barangay District 3 (Pob.)
- Barangay District 4 (Pob.)
- Bayabo East
- Caligayan
- Camasi
- Carpentero
- Compania

- Cumabao
- Fermeldy (Hcda. San Francisco)
- Fugu Abajo
- Fugu Norte
- Fugu Sur
- Lalauanan
- Lanna
- Lapogan
- Lingaling
- Liwanag
- Malamag East
- Malamag West
- Maligaya
- Minanga
- Moldero

- Namnama
- Paragu
- Pilitan
- San Mateo
- San Pedro
- San Vicente
- Santa
- Santa Catalina
- Santa Visitacion (Maggayu)
- Santo Niño
- Sinippil
- Sisim Abajo
- Sisim Alto
- Tunggui
- Ugad